# SCN1B
SCN1B (англ. Sodium voltage-gated channel beta subunit 1) – білок, який кодується однойменним геном, розташованим у людей на короткому плечі 19-ї хромосоми. Довжина поліпептидного ланцюга білка становить 218 амінокислот, а молекулярна маса — 24 707.
| 10         |  | 20         |  | 30         |  | 40         |  | 50         |
| ---------- |  | ---------- |  | ---------- |  | ---------- |  | ---------- |
| MGRLLALVVG |  | AALVSSACGG |  | CVEVDSETEA |  | VYGMTFKILC |  | ISCKRRSETN |
| AETFTEWTFR |  | QKGTEEFVKI |  | LRYENEVLQL |  | EEDERFEGRV |  | VWNGSRGTKD |
| LQDLSIFITN |  | VTYNHSGDYE |  | CHVYRLLFFE |  | NYEHNTSVVK |  | KIHIEVVDKA |
| NRDMASIVSE |  | IMMYVLIVVL |  | TIWLVAEMIY |  | CYKKIAAATE |  | TAAQENASEY |
| LAITSESKEN |  | CTGVQVAE   |  |            |  |            |  |            |

A: Аланін

C: Цистеїн

D: Аспарагінова кислота

E: Глутамінова кислота

F: Фенілаланін

G: Гліцин

H: Гістидин

I: Ізолейцин

K: Лізин

L: Лейцин

M: Метіонін

N: Аспарагін

Q: Глутамін

R: Аргінін

S: Серин

T: Треонін

V: Валін

W: Триптофан

Кодований геном білок за функціями належить до іонних каналів, потенціалзалежних каналів. 
Задіяний у таких біологічних процесах, як клітинна адгезія, транспорт іонів, транспорт, транспорт натрію, альтернативний сплайсинг. 
Білок має сайт для зв'язування з іоном натрію. 
Локалізований у клітинній мембрані, мембрані.
Також секретований назовні.